# NGC 526A
NGC 526A (другие обозначения — ESO 352-66, MCG −6-4-19, AM 0121-351, PGC 5120) — линзообразная галактика (S0) в созвездии Скульптор.
Этот объект не входит в число перечисленных в оригинальной редакции «Нового общего каталога» и был добавлен позднее.